# 3213號魚雷艇事件
3213號魚雷艇事件，是1985年3月21日下午，中國人民解放軍海軍北海艦隊3213號魚雷艇上發生的變節事件。事发时，兩名艇員想要劫持該艇经韓國叛逃至台湾，造成6名艇員死亡，2人受傷，最終兩人遭韓國遣返中國大陸，被判死刑。

## 背景
事件主谋為時年20岁的河北农村人杜新立，原名杜新理，高中毕业后加入解放軍。共谋為時年19岁的江苏人王中荣。两人1984年从3215艇调至3213艇，1985年1月中旬起即开始策划劫艇。3213號魚雷艇屬於6625型魚雷艇，最高時速55節，航程500英里。

## 事件經過
1985年3月21日下午，3213號魚雷艇作為解放軍北海艦隊快艇1支隊61大隊（實為71大隊4中隊）指揮艇，與另5艘快艇一同從青島軍港開赴黃海演習，杜新立及王中榮分別於3213號艇上擔任電訊兵和電航兵。五艘魚雷快艇於演習結束相繼返航，3213號魚雷艇殿后，杜氏從艇上的槍櫃中取出衝鋒槍與一把手槍，上鎖槍櫃後將手槍交給王氏，持衝鋒槍奔上甲板，朝操作室開火，射殺代理艇長張曉生後，又陸續射殺操作室中的另五名官兵，副艇長張維功、輪機長曲振波受傷。其他9名船員聽到槍聲紛紛走避，但集體由杜新立押至船艙。控制3213號魚雷快艇的杜、王兩人，操艇前往韓國西海岸，輪流駕駛與監視被押的艇員。
該艇航行了九個小時後，油料已盡（韓國文化公報部部長說是引擎故障），即隨波漂流到韓國水域中的小黑山島，在海中漂流的過程中，兩人發射了一枚照明彈，到了22日漢城時間上午11時左右被韓國漁威六號漁船發現，以船上無線電跟群山海岸警備隊報案，該隊馬上出動了巡邏艇前往處理。由於魚雷快艇已無動力，警備隊巡邏艇即將該艇拖往靠近韓國扶安郡外海的下旺登島西南海岸停泊。下旺登島位於漢城西南120英里。
22日上午3艘中國人民解放軍軍艦為搜尋魚雷艇驶入韓國領海，韓國發現後，派出海空軍並以武力示警，解放軍軍艦隨後退到韓國領海線之外。雙方態度均十分克制，未釀成外交事件。由於中華人民共和國和韓國當時並無外交關係，韓國要求美國駐韓大使館傳話給中華人民共和國。中華人民共和國和韩国随即通过新华社香港分社和韓國駐香港總領事館等渠道展开谈判。
韩国就鱼雷艇事件组成联合调查小组，从当两名伤者送入群山医院，通过当地华侨翻译进行询问。韓國在奪艇事件中，始終使艇員與外界隔離。调查小组主要是听取未受伤者中职务最高的高志明的陈述，对关键人员杜新立和王中荣两人，只是问问姓名、职务而已。
随后日本共同通信社報導，變節的兩人希望駕艇向台灣投誠，但是韓國政府否認，表示只是鬥毆事件，沒有政治動機。对此，中華民國外交部長朱撫松約見韓國駐華大使金鍾坤，表示中華民國政府歡迎「中共魚雷快艇投奔自由」。
25日，朱撫松再度約見韓國駐華大使，重申中華民國政府對此「投奔自由事件」之極度關切。中華民國駐韓大使薛毓麒表示，韓國應讓兩名奪艇人員杜新立、王中榮公開露面，自由表達意願，使外界確信韓國政府的說法。
26日，薛毓麒與韓國外務部長官李源京會面，要求韓國安排薛大使與艇員見面以瞭解真相。中華人民共和國方面以「由中華人民共和國外交部授權的新華社香港分社副社長」的名義用英文和中文備忘錄對於侵犯「水域」一事「道歉」，並對韓國政府決定早歸還人與艇表示「感謝」。
28日，韓國最终将快艇、人员及死者尸体交還給中华人民共和国，此事件正式結束。杜新立與王中榮被遣送回國后，經軍事法庭審理以军人叛逃罪、故意殺人罪判處死刑。

## 评论
台湾學者俞寬賜認為，以國際法來說，本案應該照政治犯不引渡及政治庇護原則處理，而非引渡回中国大陸。

## 外部連結
- <외교열전> 한중수교 기틀 닦은 중국 어뢰정 사건 （页面存档备份，存于）.[<外交之戰> 奠定韓中外交基礎的中國魚雷艇事件]. 韓國聯合通訊社